# Ras Shorty I
Ras Shorty I (bis Ende der 1980er-Jahre Lord Shorty oder Shorty, eigentlich Garfield Blackman, * 6. Oktober 1941 in Barrackpore; † 12. Juli 2000 in Port of Spain) war ein trinidadischer Calypsonian und Soca-Musiker. Er gilt als Erfinder des Soca.

## Frühe Jahre
Blackman wurde am 6. Oktober 1941 in Barrackpore in Südtrinidad geboren. Er wuchs in Lengua auf, einem durch indischstämmige Bewohner geprägten Dorf wenige Kilometer nordöstlich von Barrackpore und östlich von San Fernando. Mit sieben Jahren konnte er Gitarre spielen, mit zwölf Jahren begann er, Calypsos zu schreiben. Sein erster Beruf war Buchhalter. Etwa 1959 begann er, sich als Steel-Pan-Spieler im Southern Harlemites Steel Orchestra musikalisch zu betätigen. Nach kurzer Zeit konnte er die Steel Band auch als Instrumentenstimmer und Arrangeur unterstützen. Ab 1961 trat er als Calypsonian in Erscheinung, erstmals in Princes Town.

## Karriere

### Lord Shorty
Der Bestandteil „Shorty“ von Blackmans Künstlernamen ist eine ironische Anspielung auf seine Körpergröße von 1,93 Metern.
Sein erster Erfolg war 1963 der Calypso Cloak and Dagger, der allerdings keinen der beiden großen Karnevals-Musikwettbewerbe Trinidads dieser Zeit (Calypso Monarch und Carnival Road March) gewinnen konnte. 1970 gewann er einen lokalen Calypso-King-Wettbewerb in San Fernando, wobei er unter anderem Black Stalin auf die Plätze verwies. Im selben Jahr gewann er auch den nationalen Calypso-Monarch-Titel. 1972 trat er erstmals als Produzent in Erscheinung; der von ihm geschriebene Titel She Lick She war der erste Hit des Calypsonians Baron. 1973 gründete er nach dem Vorbild von Mighty Sparrow sein eigenes Plattenlabel, Shorty Music.
Um 1973 entwickelte er den Soca, von ihm ursprünglich „sokah“ genannt. Sein 1974 erschienenes Album Endless Vibrations gilt als erstes Soca-Album.
Neben seiner künstlerischen Karriere machte er in den 1960er- und 1970er-Jahren vor allem durch Eskapaden mit Frauen, Alkohol und Drogen von sich reden. 1973 wurde er (basierend auf dem Summary Offences Act der trinidadischen Rechtsprechung) wegen Obszönität angeklagt; die Anklage wurde erst nach Intervention von Premierminister Eric Williams fallengelassen. Seinem Ärger über die mit der Anklage verbundene Inhaftierung machte er auf dem 1974 erschienenen Album The Love Man mit dem Titel P.M. Sex Probe Luft. 1976 betrieb er in der Karnevalssaison eine eigene Calypso-Lokalität (calypso tent) in der Frederick Street, in der zwar bekannte Calypsonians wie Mighty Duke oder Roaring Lion auftraten, die aber kein finanzieller Erfolg war und nach nur einer Saison eingestellt wurde.

### Ras Shorty I
„Everything I did I did wrong. Everything I planned I planned wrong. All the money I had took wings and flew away.“

„Alles was ich getan habe, habe ich falsch gemacht. Alles, was ich geplant habe, habe ich falsch geplant. All das Geld, das ich hatte, bekam Flügel und flog davon.“

Ende der 1970er-Jahre begann Lord Shorty an seinem Lebensstil zu zweifeln. Das einschneidende Ereignis in seinem Leben war der Tod eines Freundes, des im gleichen Dorf aufgewachsenen Calypsonians und Soca-Künstlers Cecil „Maestro“ Hume, der im August 1977 bei einem Autounfall ums Leben kam. Lord Shorty wandte sich dem Rastafari zu. Nach dem finanziellen Misserfolg seines von Kritikern gelobten Albums Soca Explosion verlor er sein Haus im vornehmen Marabella, einem Vorort von San Fernando, und zog 1980 mit seiner Frau und seinen elf Kindern in das ländliche, 20 Kilometer östlich von San Fernando gelegene Piparo. Er benannte sich in „Ras Shorty I“ um – das „I“ steht dabei für das englische Wort für „ich“. Er legte eine vierjährige Schaffenspause ein. Anschließend produzierte er wieder Musik, allerdings keinen klassischen Soca, sondern sich neben Politik und sozialen Themen auch mit Spiritualität und Natur befassende, von Calypso und Soca inspirierte Weltmusik, die er „Jamoo“ nannte, und war damit weiterhin erfolgreich. Seine Begleitband „The Love Circle“ bestand aus Familienangehörigen. Sein Titel Watch Out My Children wurde 2000 postum von den Vereinten Nationen zum Titelsong ihrer Drogenpräventionskampagne gekürt.

## Stil
Grob 40 % der Einwohner Trinidads haben schwarzafrikanische Wurzeln, grob 40 % indische. Die Calypso-Szene war im 20. Jahrhundert deutlich von afrikanischstämmigen Trinidadiern dominiert. Lord Shorty war Mitte der 1960er-Jahre der erste Calypsonian, der Elemente der Musik indischstämmiger Trinidadier in seine Musik integrierte, insbesondere Perkussion mit Hilfe indischer Rhythmusinstrumente wie den Trommeln Tabla oder Dholak und dem Eisenstab Dhantal. Anfang der 1970er-Jahre entwickelte er den Soca, indem er das Tempo seiner Musik steigerte und Elemente des Funk integrierte. Er verfolgte dabei zwei Ziele: zum einen eine Weiterentwicklung des Calypso, um den Trend umzukehren, dass sich gerade jüngere Menschen in Trinidad in großer Zahl dem jamaikanischen Reggae zuwandten. Zum anderen sollte die Verbindung von Calypso mit Elementen indo-trinidadischer Musik eine Überwindung rassistischer Vorurteile zwischen afrikanisch- und indischstämmigen Trinidadiern bewirken. Als Namensbestandteile des Wortes „soca“, von ihm ursprünglich „sokah“ getauft, gibt er „so“ als letzte Silbe des Wortes „calypso“ sowie „kah“ als „ersten Buchstaben des indischen Alphabets“ an. Nach Kritik aus der indo-trinidadischen Gemeinschaft verzichtete er ab 1975 auf die Verwendung indischer Instrumente und ersetzte sie durch Instrumente moderner westlicher Popmusik (Schlagzeug und Gitarre), wobei er die indische Rhythmik beibehielt.
Die von Shorty geschriebenen Texte behandelten häufig das Thema Liebe, was ihm den Spitznamen „The Love Man“ einbrachte. Viele seiner Calypso-Titel hatten, wie in dieser Musikrichtung üblich, sozialkritische Inhalte oder steckten voller sexueller Anspielungen.

## Privates
Im April 2000 wurde bei Ras Shorty I nach einem Bruch seiner Hand je nach Quelle Knochenkrebs oder ein Multiples Myelom diagnostiziert. Für eine Behandlung war es bereits zu spät; er starb am 12. Juli 2000 im Alter von 58 Jahren im Stadtteil Belmont von Port of Spain. Seine Beerdigung, zu der mehrere Minister der trinidadischen Regierung, Abgesandte der Vereinten Nationen und 3000 Gäste erschienen, wurde im Fernsehen übertragen. Er hinterließ seine Frau Claudette und 14 Kinder. Seine Tochter Abbi war als Calypsonian erfolgreich, seine Tochter Marge als Soca-Künstlerin und sein Sohn Isaac als Musikproduzent. Auch seine Enkelin Nailah ist als Soca-Sängerin tätig.

## Diskografie (Auszug)
Als Lord Shorty
- 1973: Gone Gone Gone (Island Series)
- 1974: Endless Vibrations (Shorty Music)
- 1974: The Love Man (Shorty Music)
- 1975: Love in the Caribbean (als „Lord Shorty and Friends“, Shorty Music)
- 1976: Sweet Music (Shorty Music)
- 1977: Sokah Soul Of Calypso (als „Lord Shorty & The Vibrations International“, Semp Production)
- 1978: Soca Explosion (Charlie’s Records)

Als Ras Shorty I & His Love Circle
- 1984: Jamoo: The Gospel Of Soca (Straker’s Records)
- 1988: Watch Out My Children (Gospel International)
- 1999: Jamoo Victory (Jamoo Good News)